# Colectivo Espacial Mexicano
El Colectivo Espacial Mexicano (México, DF, 2011) (CEM) es la firma grupal que incluye a todos aquellos involucrados en la generación de ideas, diseño, definición de la misión, gestión, ingeniería, producción, lanzamiento y operación exitosa de las distintas misiones espaciales "Ulises".

Ulises I, es el primer nanosatélite artificial creado por ciudadanos mexicanos, que será lanzado al espacio en 2015 y orbitará la Tierra por cuatro meses. 

En el caso de Ulises I, el CEM está conformado por artistas contemporáneos (compositores, músicos y artistas electrónicos), ingenieros e instituciones que se unieron bajo la dirección de Juan José Díaz Infante, para desarrollar la misión y la tecnología del satélite.

La primera presentación de la obra del CEM fue el 23 de junio de 2011, inauguración de la exposición de Ulises I dentro del marco del Festival Play 2011, organizado por la Fonoteca Nacional (CONACULTA).

El proyecto Ulises 2.0 es una iniciativa de la UNAM (Facultad de Ingeniería) y Juan José Díaz Infante.

## Créditos Ulises l
Director:

Juan José Díaz Infante

Artistas con obra sonora:

Arturo Márquez 

Ramsés Luna 

Omar Gasca

Grupo Cabezas de Cera 

Hugo Solís

Otras piezas de arte: 

Luisa Lichi, Edgar Cano, Teresa Bordona, Fernando Castro, Emilia Bellón, Samuel Lozada, Alma Vargas.
 
Diseño póster: José Manuel Morelos.

Dirección técnica: 

Dr. Celso Gutiérrez

INAOE-CRECTEALC: Adolfo Morales Díaz, Alfredo Torres Fórtiz, Celso Gutiérrez Martínez, Jacobo Meza Pérez.

Centro Multimedia, CENART: Julio Zaldívar y Juan Galindo

Alumnos IPN: José López Cervantes, Miguel Ángel Islas Mora, Profesor Luis Manuel Rodríguez Méndez.

Asesoría en pequeños satélites: Gerard Auvray

Apoyo técnico

Documentación y contenidos: Érika Carrillo 

Comunicaciones: Estrella Olvera, Luisa Ortiz Pérez

Web Festival Play!: Sergio Jamaica

Video Indiegogo: Working Title 

Producción: Esperanza Jaime

Patrocinadores

Fonoteca Nacional, PLAY! Festival proyecto residencias, EPSON, Fundación BBVA, INAOE, IQH, Sunflower, Centro Multimedia CENART, Estudio Jamaica, Secretaría de Relaciones Exteriores, Laboratorio Arte Alameda, Centro de Cultura Digital, Conaculta.

Agradecimientos especiales

Álvaro Hegewisch, Sergio Autrey, Alonso Carral, Gerard Auvray, Dava Newman, Guillermo Trotti, Mauricio Doce, Rafael Tovar y de Teresa, Grace Quintanilla, Valente Souza, Cuauhtémoc Sentíes, Alejandra de la Puente, Edward Finn, Nahum Mantra, Adriana Casas, Tania Aedo, Roger Malina, Rob las Fresnais, Nicola Triscott, Andrés Burbano, Felipe Londoño, Daragh Byrne.

## Créditos Ulises 2.0
Director de la misión: 

Juan José Díaz Infante

Coordinador técnico de la misión Ulises 2.0: 

Alberto Ramírez Aguilar

Apoyo técnico de la misión Ulises 2.0: 

Saúl de la Rosa

Apoyo técnico personal CAT: 

Saúl Santillán

Carlos Romo Fuentes

Jorge Alfredo Ferrer

Emilio A. Sánchez Medina

Rafael Guadalupe Chávez Moreno

Alberto García Osorio

José Antonio Pérez Guzmán